# Saint-Martial-d’Artenset
Saint-Martial-d’Artenset település Franciaországban, Dordogne megyében. Lakosainak száma 944 fő (2022. január 1.). Saint-Martial-d’Artenset Saint-Laurent-des-Hommes, Saint-Rémy, Montpon-Ménestérol, Beaupouyet és Saint-Sauveur-Lalande községekkel határos.

## Népesség
A település népessége az elmúlt években az alábbi módon változott:
| Lakosok száma | 750  | 743  | 839  | 934  | 986  | 978  | 955  | 941  | 942  | 944  |
|               | 1968 | 1982 | 1990 | 2006 | 2013 | 2015 | 2017 | 2019 | 2020 | 2022 |